# Tetramoriini
Tetramoriini là một tông kiến trong phân họ Myrmicinae.

## Đặc điểm
The Tetramoriini has the following derived characters:
- Sting with a spatulate to pennant-shaped lamellate appendage that projects from the dorsum of the shaft
- Male with second funicular segment of antenna an elongate fusion-segment